# Ричард Дорсън
Ричард Мърсър Дорсън (на английски: Richard Mercer Dorson) е американски фолклорист.
Роден е на 12 март 1916 година в Ню Йорк. Завършва история в Харвардския университет, където защитава докторат през 1942 година.
Работи за кратко в Харвардския университет, през 1944 година се премества в Мичиганския щатски университет, а през 1957 година – в Университета на Индиана, където остава до края на живота си.
С активната си научна и публицистична дейност той става водеща фигура в американската фолклористика в средата на XX век.
Ричард Дорсън умира на 11 септември 1981 година в Блумингтън.